# Antony Armstrong-Jones, 1.º Conde de Snowdon
Antony Charles Robert Armstrong-Jones, 1.º Conde de Snowdon (Londres, 7 de março de 1930 — Londres, 13 de janeiro de 2017) foi um fotógrafo britânico, conhecido por ter sido o ex-marido da princesa Margarida, irmã da rainha Isabel II.
Membro da Câmara dos Lordes desde 1999, Armstrong-Jones foi o vencedor de um Prêmio Emmy pelo seu filme-documentário.

## Família
Antony era o único filho do barrister Ronald Armstrong-Jones (1899–1966) e de sua primeira esposa, a socialite Anne Messel (1902–1992, depois titulada Condessa de Rosse). Ele tem ascendência galesa, alemã e judaica. Oriundo de uma família notavelmente artística, Armstrong-Jones é bisneto do caricaturista Linley Sambourne (1844–1910). O tio de seu avô foi Alfred Messel, um arquiteto bem conhecido de Berlim. E o irmão de sua mãe foi Oliver Messel, um dos mais notáveis designers do século XX e arquiteto.

## Carreira
Depois de ser educado em Eton College, em Windsor, e na Universidade de Cambridge, onde estudou arquitetura, Armstrong-Jones recomeçou sua carreira como fotógrafo, nos campos de moda, design e teatro. Enquanto sua carreira florescia, ele se tornou conhecido por suas fotografias da realeza, dentre elas o retrato oficial da Rainha Elizabeth II e de seu marido, o Príncipe Philip (que viriam a ser seus cunhados), durante uma viagem ao Canadá em 1957.
No começo da década de 1960 Antony se tornou o editor de imagens da revista do Sunday Times e, pelos anos 70, já tinha a reputação de um dos mais respeitados e proeminentes fotógrafos do Reino Unido. Seus trabalhos, que variam muito, foram publicados em revistas como Vogue, Vanity Fair e Daily Telegraph. Fotografou Barbara Cartland, Laurence Olivier, Anthony Blunt, J. R. R. Tolkien, Freddie Mercury, a Princesa Diana e muitos outros.
Em 2001, o National Portrait Gallery de Londres exibiu uma retrospectiva das fotografias de Lorde Snowdon.

## Primeiro casamento

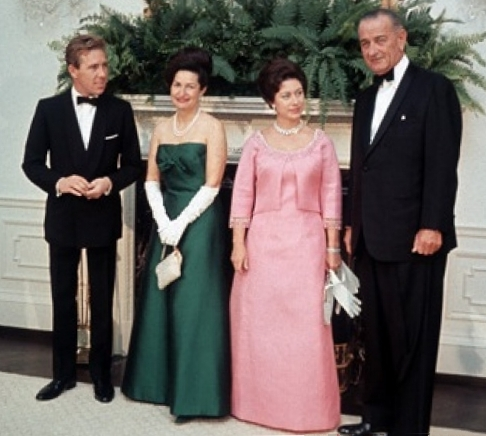
A princesa Margarida e o conde de Snowdon com o presidente dos Estados Unidos Lyndon B. Johnson e sua esposa, Lady Bird, na Casa Branca em 17 de novembro de 1965.

Em 26 de fevereiro de 1960 foi anunciado o seu noivado com a Princesa Margaret. O casamento foi realizado em 6 de maio do mesmo ano, na Abadia de Westminster. A Princesa disse, mais tarde, que no dia em que concordou em se casar com Armstrong-Jones ela recebeu uma carta do amor de sua vida, Peter Townsend, dizendo que ele estava comprometido com uma mulher belga.
Tradicionalmente, foram concedidos títulos nobiliárquicos a Antony, os quais ele supostamente aceitou de má vontade. Assim, ele se tornou o Conde de Snowdon e o Visconde Linley (este último título é de cortesia, sendo usado por seu filho, David Armstrong-Jones). O condado de Snowdon pertenceu aos príncipes galeses da Casa de Gwynedd até 1282. O título de cortesia de Visconde Linley foi criado para homenagear Linley Sambourne, seu antepassado.
Em novembro de 1999 Lorde Snowdon recebeu um pariato vitalício como "Barão Armstrong-Jones" sob um esquema planejado para permitir que os hereditários da primeira geração retivessem seus lugares na câmara dos Lordes depois da passagem do ato da Câmara dos Lordes (de 1999).
Os Armstrong-Jones tiveram dois filhos: David (nascido em 3 de novembro de 1961) e Sarah (nascida em 1 de maio de 1964).
O casamento começou a entrar em crise muito cedo, devido às festas noturnas da Princesa Margaret e à fascinação e dedicação que Antony tinha por sua profissão. De acordo com a biógrafa Sarah Bradford, Lorde Snowdon certa vez deixou uma carta para sua esposa dizendo "Você parece uma manicura judia, e eu odeio você". O Private Eye publicou certa vez que, no jantar de Natal em 1969, em Sandringham House, Snowdon subiu em cima da mesa e começou a fazer striptease na frente de toda a família real. Consequentemente, a Rainha Mãe não falou com ele por dezoito meses.
O polêmico casamento finalmente terminou com um divórcio no ano de 1978.

## Segundo casamento
Antony se casou com Lucy Lindsay-Hogg, filha de Donald Brook Davies e ex-esposa do diretor Michael Lindsay-Hogg, em 15 de dezembro de 1978. A única filha deles, Lady Frances Armstrong-Jones, nasceu sete meses depois do casamento, em 17 de julho de 1979.
Eles se divorciaram em 1999, quando foi revelado que Antony era pai de Jasper William Oliver Cable-Alexander (nascido em 30 de abril de 1998). A mãe era a editora de revista Melanie Cable-Alexander.

## Morte
Lorde Snowdon morreu pacificamente em sua casa em Kensington, no dia 13 de janeiro de 2017, aos 86 anos de idade. Seu funeral ocorreu no dia 20 de janeiro na Igreja de Santo Baglan, em Llanfaglan, perto de Caernarfon. Ele foi enterrado no terreno da família no cemitério.

## Título e estilos
- 7 de março de 1930 - 6 de outubro de 1961: Sr. Antony Armstrong-Jones
- 6 de outubro de 1961 - 13 de janeiro de 2017: O Muito Honorável o Conde de Snowdon, Visconde Linley
- 16 de novembro de 1999 - 13 de janeiro de 2017: O Muito Honorável o Conde de Snowdon, Visconde Linley, Barão Armstrong-Jones

## Descendência
| Nome                                        | Nascimento            | Casamento             | Casamento                 | Seus filhos                                                        |
| Nome                                        | Nascimento            | Data                  | Cônjuge                   | Seus filhos                                                        |
| ------------------------------------------- | --------------------- | --------------------- | ------------------------- | ------------------------------------------------------------------ |
| Com Margarida do Reino Unido                |                       |                       |                           |                                                                    |
| David Armstrong-Jones, 2.º Conde de Snowdon | 3 de novembro de 1961 | 8 de outubro de 1993  | Serena Stanhope           | Charles Armstrong-Jones, Visconde Linley Margarita Armstrong-Jones |
| Sarah Armstrong-Jones                       | 1 de maio de 1964     | 14 de julho de 1994   | Daniel Chatto             | Samuel Chatto Arthur Chatto                                        |
| Com Camilla Fry                             |                       |                       |                           |                                                                    |
| Polly Fry                                   | 28 de maio de 1960    |                       | Barnaby Higson            | 5 filhos                                                           |
| Com Lucy Lindsay-Hogg                       |                       |                       |                           |                                                                    |
| Frances Armstrong-Jones                     | 17 de julho de 1979   | 2 de dezembro de 2006 | Rodolphe von Hofmannsthal | Rex von Hofmannsthal Maud von Hofmannsthal Sybil von Hofmannsthal  |
| Com Melanie Cable-Alexander                 |                       |                       |                           |                                                                    |
| Jasper Cable-Alexander                      | 30 de abril de 1998   |                       |                           |                                                                    |